# 水田村 (岡山県)
水田村（みずたそん）は、岡山県上房郡にあった村。現在は真庭市の一部である。
1900年3月31日までは阿賀郡に属していた。

## 沿革
- 1889年（明治22年）6月1日 - 町村制施行に伴い、阿賀郡五名村、宮地村、山田村が合併し、水田村となる。五名村・宮地・山田が水田村の大字となる。
- 1900年（明治33年）4月1日 - 阿賀郡の内、呰部村、上水田村、水田村、中井村、中津井村の範囲が上房郡に編入。その他の阿賀郡は哲多郡と合併し、阿哲郡となる。
- 1953年（昭和28年）10月1日 - 上房郡呰部町、上水田村、中津井村と合併、北房町となる。同日水田村は廃止。水田村の3大字は北房町に継承。

## 大字
現在は真庭市の大字として継承されている。
- 五名（ごみょう）
- 山田（やまだ）
- 宮地（みやじ）